# Rebecca Balding
Rebecca Balding (Little Rock, 21 settembre 1948 – Salt Lake City, 18 luglio 2022) è stata un'attrice statunitense.

## Biografia
Frequentò l'università del Kansas. Tra il 1979 e il 1981 ricoprì il ruolo della protagonista nei film The Silent Scream e The Boogens, e tra la fine degli anni settanta e gli anni duemila apparve in diverse serie televisive, come Makin' It e Streghe. In quest'ultima interpretò tre ruoli: Jackie, la zia di Aviva, in una puntata della prima stagione, un'infermiera nella stagione due ed Elise Rothman, il capo redattore del Bay Mirror, il giornale per cui lavora Phoebe Halliwell, dalla quarta all'ottava stagione. 
Rebecca Balding è morta nel 2022, per un tumore alle ovaie. Si era ritirata nel 2006.

## Vita privata
Si sposò con il produttore televisivo James L. Conway, da lei incontrato durante un provino per una parte di un film horror nel 1981.

## Filmografia

### Cinema
- The Silent Scream, regia di Denny Harris (1979)
- The Boogens, regia di James L. Conway (1981)
- Kiss My Grits, regia di Jack Starrett (1983)
- Yesterday's Dreams, regia di Scott Thomas (2005)

### Televisione
- La donna bionica (The Bionic Woman) – serie TV, episodi 2x10-2x11 (1976)
- Starsky & Hutch – serie TV, episodi 2x13-3x17 (1976-1978)
- Lou Grant – serie TV, episodi 1x01-1x02-1x03 (1977)
- Deadly Game, regia di Lane Slate – film TV (1977)
- The Gathering, regia di Randal Kleiser – film TV (1977)
- Barnaby Jones – serie TV, episodio 6x17 (1978)
- Agenzia Rockford (The Rockford Files) – serie TV, episodio 4x17 (1978)
- Bolle di sapone (Soap) – serie TV, 20 episodi (1978-1980)
- Makin' It – serie TV, 9 episodi (1979)
- Supertrain – serie TV, episodio 1x08 (1979)
- Insight – serie TV, episodio 47 (1979)
- The Gathering, Part II, regia di Charles S. Dubin – film TV (1979)
- Mr. and Mrs. and Mr., regia di Hal Cooper – film TV (1980)
- I'm a Big Girl Now – serie TV, episodio 1x09 (1981)
- New York New York (Cagney & Lacey) – serie TV, episodio 2x17 (1983)
- Hotel – serie TV, episodio 1x06 (1983)
- Lottery! – serie TV, episodio 1x09 (1983)
- Matt Houston – serie TV, episodi 2x02-3x04 (1983-1984)
- La piccola grande Nell (Gimme a Break!) – serie TV, episodio 3x11 (1984)
- Mississippi (The Mississippi) – serie TV, episodio 2x17 (1984)
- Casa Keaton (Family Ties) – serie TV, episodio 2x22 (1984)
- MacGruder & Loud (MacGruder and Loud) – serie TV, episodio 1x14 (1985)
- Brothers – serie TV, episodio 2x18 (1985)
- Trapper John (Trapper John, M.D.) – serie TV, episodio 7x09 (1985)
- Professione pericolo (The Fall Guy) – serie TV, episodio 5x14 (1986)
- Via col nonno (Hour House) – serie TV, episodi 1x18-1x19 (1987)
- MacGyver – serie TV, episodio 3x03 (1987)
- Paradise – serie TV, 6 episodi (1989-1990)
- The Robert Guillaume Show – serie TV, episodio 1x10 (1989)
- Free Spirit – serie TV, episodio 1x12 (1990)
- Quattro donne in carriera (Designing Women) – serie TV, episodio 5x12 (1990)
- Indagini pericolose (Bodies of Evidence) – serie TV, episodio 1x04 (1992)
- Quell'uragano di papà (Home Improvement) – serie TV, episodio 3x11 (1993)
- University Hospital – serie TV, episodio 1x09 (1995)
- Settimo cielo (7th Heaven) – serie TV, episodio 1x11 (1996)
- Beverly Hills 90210 – serie TV, episodi 8x08-8x11 (1997)
- Melrose Place – serie TV, episodi 6x25-6x26 (1998)
- Streghe (Charmed) – serie TV, 24 episodi (1998-2006)
- Love Boat - The Next Wave – serie TV, episodio 2x17 (1999)
- E.R. - Medici in prima linea (ER) – serie TV, episodio 7x03 (2000)

## Doppiatrici italiane
Nelle versioni in italiano dei suoi film, Rebecca Balding è stata doppiata da:
- Serena Verdirosi in Starsky & Hutch (ep. 3x17), Casa Keaton
- Anna Rita Pasanisi in Starsky & Hutch (ep. 2x13)
- Alba Cardilli in Streghe (ep. 1x07)
- Antonella Alessandro in Streghe (st. 4)
- Emilia Costa in Streghe (st. 5-8)